# Taedonggang
Taedonggang (hangul: 대동강맥주, Tedonggang mekcsu, handzsa: 大同江麥酒, RR: Daedonggang Maekju) észak-koreai sörmárka.

## Története
2000-ben az észak-koreai kormány úgy döntött, szeretne magának szerezni egy sörfőzdét. Német külkapcsolatain keresztül Wiltshire-ben felvásárolt egy angol sörfőzdét 1,5 millió angol fontért. Az üzem 2002-ben állt szolgálatba Észak-Koreában, a sörfőzde német számítógépes technológiával üzemel.
2009. július 3-án a sört elkezdték reklámozni a Koreai Központi Televízión, habár a televíziós reklám igencsak ritka jelenség Észak-Koreában. A reklám három alkalommal futott le összesen a képernyőn.
2016-tól a sör Kínában is kapható.